# جرن كبير
جرن كبير قرية سوريّة تتبع إداريّاً لمحافظة حلب منطقة منبج ناحية مركز منبج، بلغ تعداد سكانها 742 نسمة حسب التعداد السكاني لعام 2004.